# جیک النبرگر
جیک النبرگر (انگلیسی: Jake Ellenberger؛ زادهٔ ۲۸ مارس ۱۹۸۵) پرسنل نظامی و ورزشکار هنرهای رزمی ترکیبی اهل ایالات متحده آمریکا است.